# يطروفة إسفينية
يطروفة إسفينية (الاسم العلمي:Jatropha cuneata) هي نوع من النباتات تتبع جنس اليطروفة من الفصيلة الفربيونية.